# Culicoides riggsi
Culicoides riggsi är en tvåvingeart som beskrevs av Khalaf 1957. Culicoides riggsi ingår i släktet Culicoides och familjen svidknott. Inga underarter finns listade i Catalogue of Life.